# Cantón de Montpezat-sous-Bauzon
El cantón de Montpezat-sous-Bauzon era una división administrativa francesa, que estaba situada en el departamento de Ardecha y la región de Ródano-Alpes.

## Composición
El cantón estaba formado por siete comunas:
- Cros-de-Géorand
- Le Béage
- Le Roux
- Mazan-l'Abbaye
- Montpezat-sous-Bauzon
- Saint-Cirgues-en-Montagne
- Usclades-et-Rieutord

## Supresión del cantón de Montpezat-sous-Bauzon
En aplicación del Decreto n.º 2014-148 de 13 de febrero de 2014, el cantón de Montpezat-sous-Bauzon fue suprimido el 22 de marzo de 2015 y sus 7 comunas pasaron a formar parte del nuevo cantón de Thueyts.